# Brian Dunkleman
Brian Dunkleman, född 25 september 1971 i Ellicottville, New York, är en amerikansk komiker, skådespelare och TV-profil. Han är mest för att ha lett den första säsongen av TV-programmet American Idol ihop med Ryan Seacrest 2002.